# Acido catalpico
L'acido catalpico è un acido grasso coniugato omega 5 con 18 atomi di carbonio e 3 doppi legami in configurazione trans, trans, cis.
Si può trovare tra i lipidi di origine vegetale in particolare nell'olio di semi di Catalpa ovata, che ne può contenere oltre il 40%, e altre Bignoniaceae.
L'acido catalpico è stato individuato anche negli oli di melograna (Punica granatum), Momordica charantia, Prunus mahaleb.
Negli oli che lo contengono tipicamente si possono trovare anche suoi isomeri come l'acido α-eleostearico (18:3Δ9c,11t,13t), l'acido β-catalpico (18:3Δ9t,11t,13t), l'acido punicico (18:3Δ9c,11t,13c).
All'acido catalpico sono attribuiti effetti nell'utilizzo topico. Una ricerca suggerisce che l'olio di catalpa possa avere attività chemopreventiva nelle prime fasi della carcinogenesi del colon.